# راي ريتشاردسون
راي ريتشاردسون (بالإنجليزية: Ray Richardson)‏ هو لاعب كرة قدم بريطاني في مركز الدفاع، ولد في 9 سبتمبر 1959 في لندن في المملكة المتحدة. لعب مع هيراكليس ألميلو وسانت ألبانز سيتي.

## وصلات خارجية
- راي ريتشاردسون على موقع قاعدة بيانات كرة القدم.إي يو (الإنجليزية)